# Zersenay Tadese
Zersenay Tadesse (Adi Bana, 8 de febrero de 1982) es un atleta de nacionalidad eritrea especialista en carreras de larga distancia. Cuatro veces campeón del mundo de medio maratón, también batió el 21 de marzo de 2010 por diez segundos el récord mundial de Medio Marathon al imponerse en la 20.ª edición de la carrera de Lisboa con un tiempo oficial de 58:23 que le reportó un premio de 50.000 euros.
Tadesse se convirtió en el primer deportista eritreo en ganar una medalla olímpica cuando se hizo con el bronce en la final de los 10 000 m en los Juegos Olímpicos de Atenas 2004 tras terminar detrás de los etíopes Kenenisa Bekele y Sileshi Sihine, así mismo se convirtió en el primer deportista de su país en lograr un título mundial al vencer en el Campeonato del Mundo de Media Maratón de 2006.
En abril de 2006 finalizó cuarto en el Campeonato Mundial de Campo a Través consiguiendo junto a sus compañeros Yonas Kifle, Ali Abdallah y Tesfayohannes Mesfen hacerse con la medalla de plata por equipos por detrás del combinado keniano. En septiembre de ese mismo año logró la medalla de oro en 1.er Campeonato del Mundo en Ruta sobre una distancia de 20 km organizado por la IAAF.
En diciembre de 2006, participando en la San Silvestre Vallecana (Madrid), batió el récord del mundo en una distancia de 10 km que hasta ese momento ostentaba Haile Gebrselassie fijándolo en 26:54
Posteriormente en 2010 volvió a ganar la misma competición tras un error del cabeza de carrera Ayad Lamdassem que se confundió de recorrido varios metros antes de llegar a la meta. Debido a este error Tadese ganó con cierta ventaja sobre el segundo (Ayad Lamdassem). No batió récord.

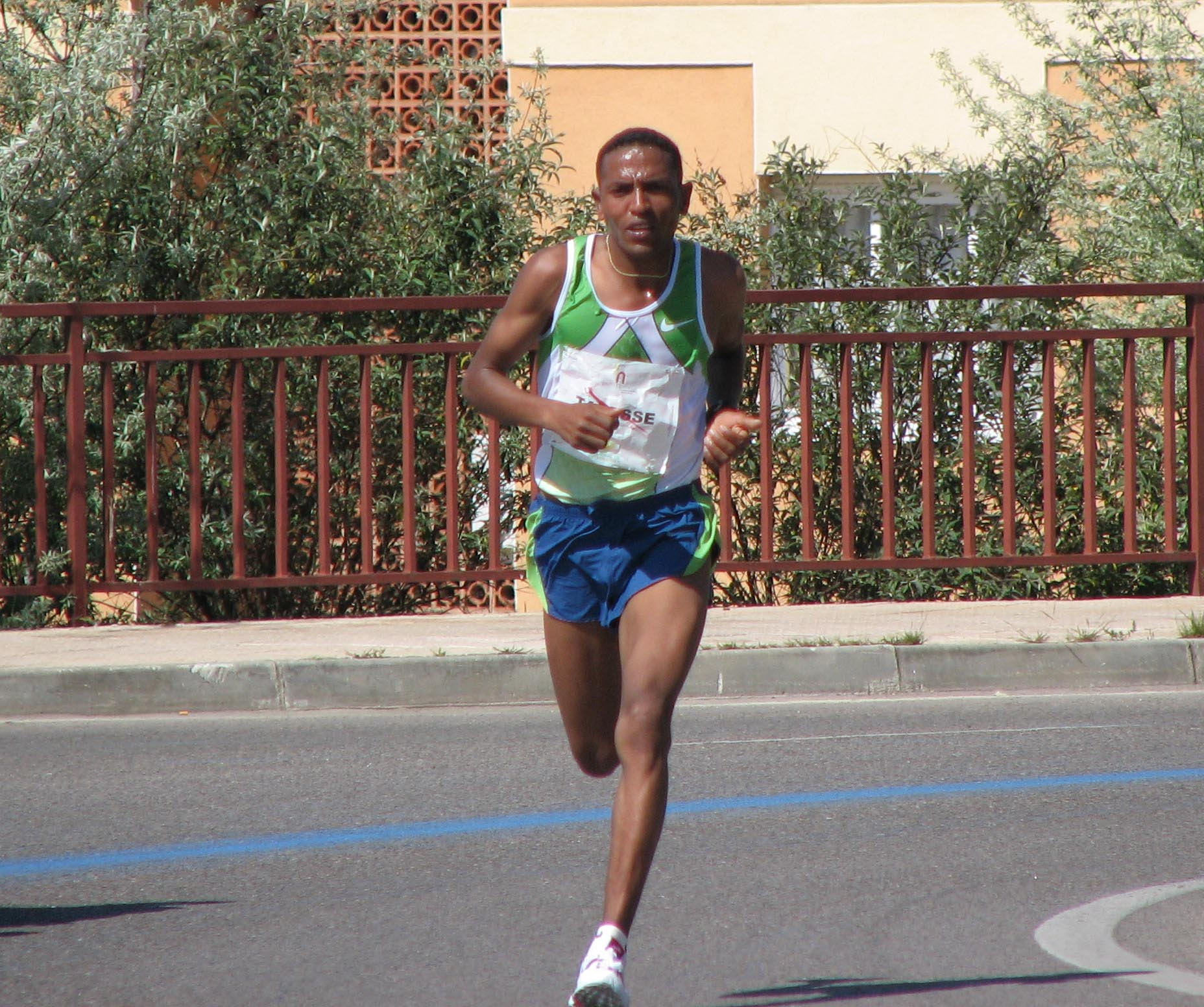
Zersenay Tadesse en una competición en la ciudad de Cáceres en 2007

En marzo de 2007 ganó la medalla de oro en el Campeonato Mundial de Campo a Través disputado en Mombasa (Kenia) tras finalizar por delante de los kenianos Moses Mosop y Bernard Kipyego.